# Rybołowo
Rybołowo (ros. Рыболово) – wieś (dieriewnia) w Rosji, w obwodzie moskiewskim, w rejonie ramieńskim. W 2010 liczyła 1054 mieszkańców.